# Commiphora murraywatsonii
Commiphora murraywatsonii är en tvåhjärtbladig växtart som beskrevs av Jan Bevington Gillett och Mats Thulin. Commiphora murraywatsonii ingår i släktet Commiphora och familjen Burseraceae. Inga underarter finns listade i Catalogue of Life.